# Palmarès del Sevilla Fútbol Club
Il Sevilla Futbol Club, conosciuto semplicemente come Sevilla e in italiano come Siviglia, è una società calcistica spagnola con sede nella città di Siviglia. Milita nella Primera División, la massima serie del campionato spagnolo di calcio.
Nel suo palmarès figurano un campionato spagnolo (1945-1946), cinque Coppe del Re (1935, 1939, 1947-1948, 2006-2007, 2009-2010) e una Supercoppa spagnola (2007). In ambito internazionale, invece, ha vinto sette Coppe UEFA/Europa League (2005-2006, 2006-2007, 2013-2014, 2014-2015, 2015-2016, 2019-2020, 2022-2023), record nella competizione e una Supercoppa UEFA (2006).

## Competizioni nazionali
- Campionato spagnolo: 1

1945-1946
- Coppa di Spagna: 5

1935, 1939, 1947-1948, 2006-2007, 2009-2010
- Supercoppa di Spagna: 1

2007
- Segunda División: 4

1928-1929, 1933-1934, 1968-1969, 2000-2001

## Competizioni regionali
- Coppa di Andalusia: 18

1917, 1919, 1920, 1921, 1922, 1923, 1924, 1925, 1926, 1927, 1929, 1930, 1931, 1932, 1933, 1936, 1939, 1940

## Competizioni internazionali
- Coppa UEFA/Europa League: 7  (record)

2005-2006, 2006-2007, 2013-2014, 2014-2015, 2015-2016, 2019-2020, 2022-2023
- Supercoppa UEFA: 1

2006

## Altre competizioni
- UEFA-CONMEBOL Club Challenge: 1

2023

## Competizioni giovanili
- División de Honor Juvenil de Fútbol: 2

1990-1991, 2011-2012, 2012-2013

## Altri piazzamenti
- Campionato spagnolo:

Secondo posto: 1939-1940, 1942-1943, 1950-1951, 1956-1957
Terzo posto: 1943-1944, 1969-1970, 2006-2007, 2008-2009
- Coppa di Spagna:

Finalista: 1955, 1961-1962, 2015-2016, 2017-2018
Semifinalista: 1919, 1921, 1946, 1954, 1970-1971, 1978-1979, 1980-1981, 2003-2004, 2008-2009, 2010-2011, 2012-2013, 2020-2021
- Supercoppa di Spagna:

Finalista: 2010, 2016, 2018
- Segunda División:

Secondo posto: 1930-1931
Terzo posto: 1974-1975
Promozione: 1998-1999
- Coppa Eva Duarte:

Finalista: 1948
- Supercoppa UEFA:

Finalista: 2007, 2014, 2015, 2016, 2020, 2023